# بولارشتيرن (سفينة بحوث)
سفينة بحوث بولارشتيرنPolarstern ، هي محطمة جليد من التصنيف الألماني ARC3 ، تعمل كسفينة للأبحاث العلمية والبئية وكذلك تستغل في التموين. تقوم بإجراء أبحاث في البحار في المناطق القطبية، وتموين المؤسسات العلمية المبنية في مناطق قطبية مثل محطة كولوي في القطب الشمالي ومحطة نيوماير III في القارة القطبية الجنوبية.
في وقت تدشين محطمة الجليد في عام 1982 كانت السفينة «بولارشتيرن» أحدث سفينة بحوث لبحوث المناطق القطبية في العالم. وهي تابعة ل جمهورية ألمانيا الاتحادية ممثلة في الوزارة الاتحادية للتعليم والبحث العلمي. وقد عهدت الوزارة «لمعهد ألفريد-فيغنر للأبحاث البحرية والقطبية» بتشغيل وإدارة السفينة AWI وميناؤها في بريمرهافن. تواصل تلك السفينة - محطمة الجليد - الأبحاث التي بدأتها بعثة غاوس في عام 1901، التي قامت باستكشاف القارة القطبية الجنوبية بواسطة السفينة غاوس 1901 بين عامي 1901 - 1903.

## تقنية السفينة
محطمة الجليد بولارشتيرن مزدوجة الجدار ويمكنها العمل تحت ظروف −50 °C .
1ات أربعة محركات بقدرة كلية 14,7 MW وتستطيع تحطيم طبقات جليد في البحر سمكها
1,5 متر وتسير بسرعة 5 عقدة.
اختير الحجم الكبير لهذه السفينة بغرض استيفاء المهام المسندة إليها. فهي تقوم بتموين محطات البحث في المناطق القطبية وإمكانية بقائها هنا لفترة الشتاء فتكون بمثابة مخزن للمأكولات، وللعينات والأجهزة العلمية، بالإضافة إلى الأبحاث التي يوم بها العلميون عليها. عليها نحو 70 من العلميون وهي مزودة بمعامل وغرف للعمل.
بين عامي 1982 حتى 1996 وكانت بة ولارشتيرن مزودة بقارب «بولارفوكس»، ولكن السيطرة عليه طانت صعبة في مياه باردة وأمواج، ولهذا أبعد هذا القارب من السفينة في عام 1996.
بدأ عمل السفينة في 9 ديسمبر 1982 وقامت حتى أوائل عام 2017 ب 104 من البعثات في منطقة القطب الشمالي وكذلك في القارة القطبية الجنوبية وأدت الكثير من البحوث العلمية وجمع المعلومات. تكريما لأعمالها الجديرة في مناطق القارة القطبية الجنوبية فقد أطلق اسمها على أخدود بولارشتيرن وعلى «بروز صخري» تحت سطح البحر يسمى بولارشتيرن كنول.

## صور

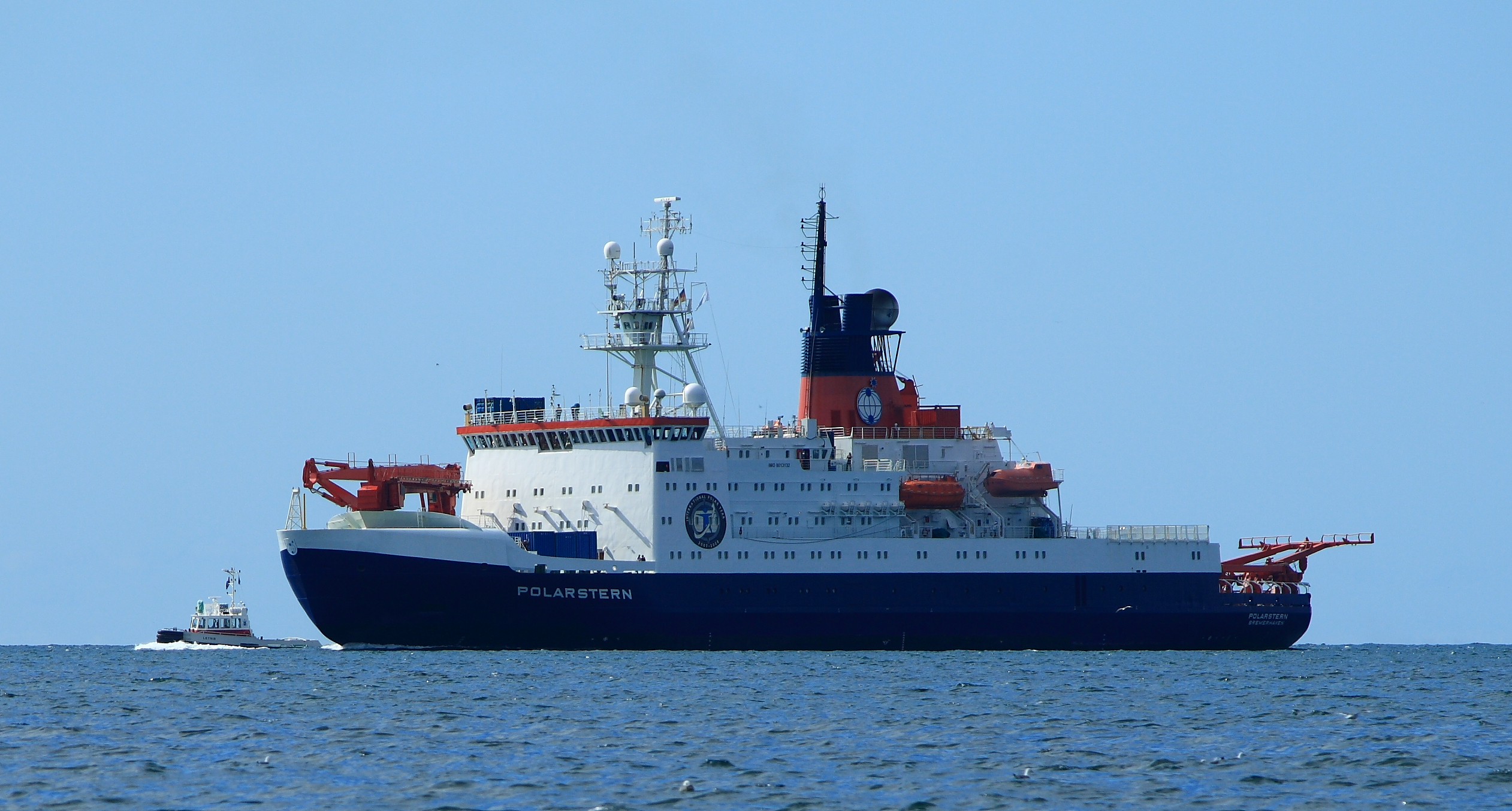
Polarstern بالقبر من ريكيافيك , اسلندا
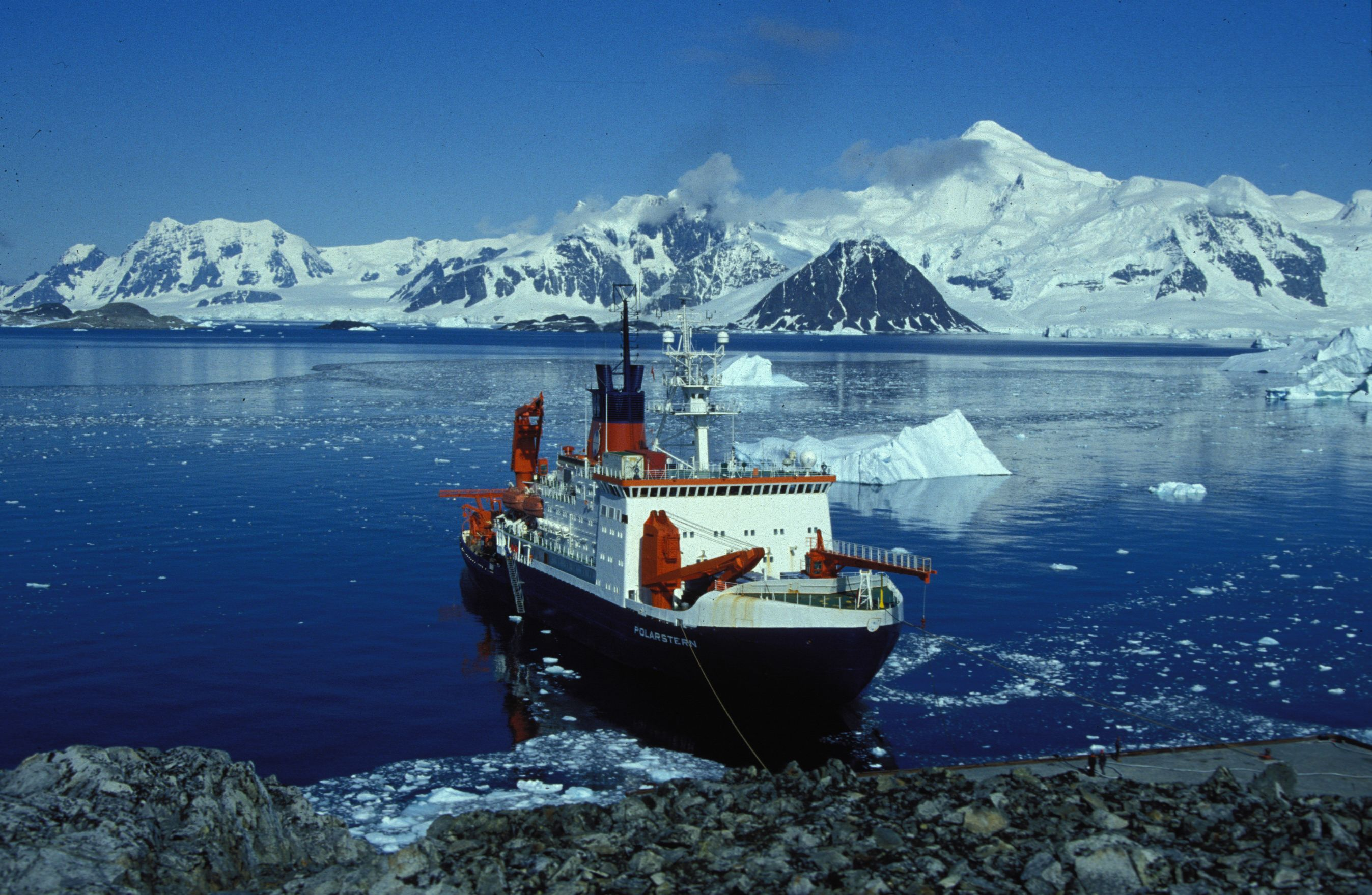
بالقرب من محطة البحوث البريطانية, في القارة القطبية الجنوبية
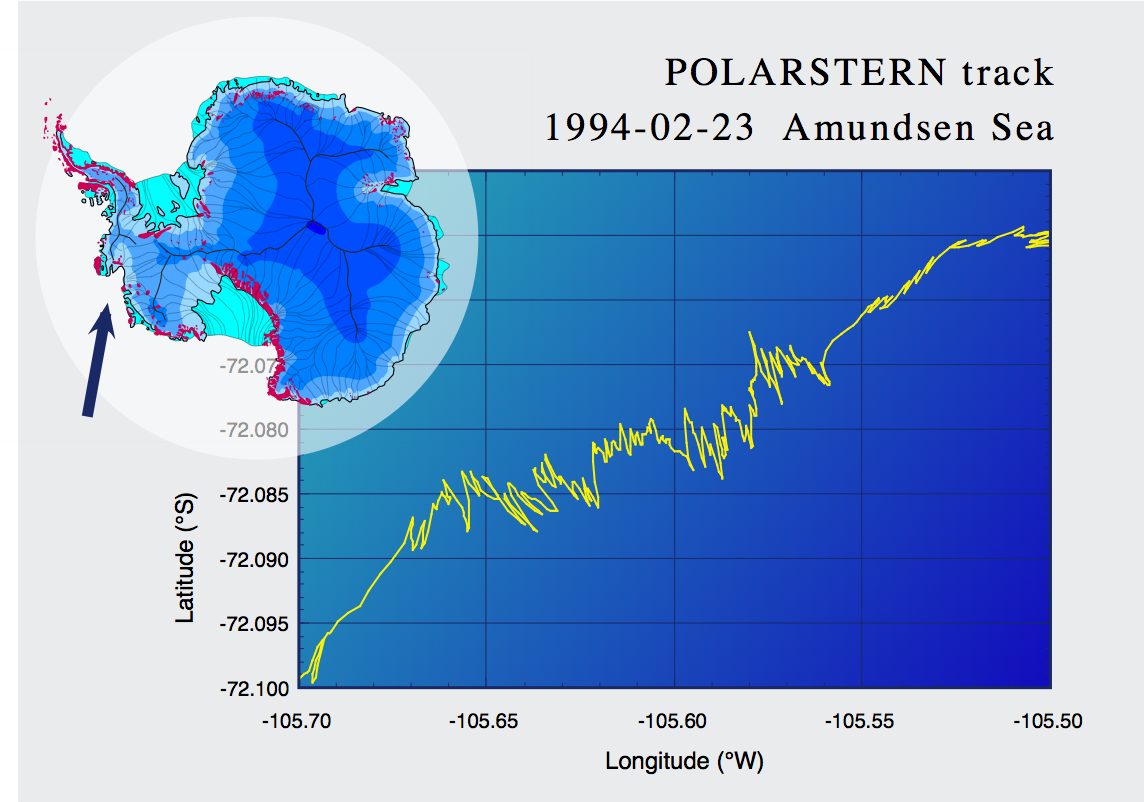
طريقها أثناء تحطيم طبقة جليد سمكها أكبر من 5و1 متر في المحيط القطبي الجنوبي

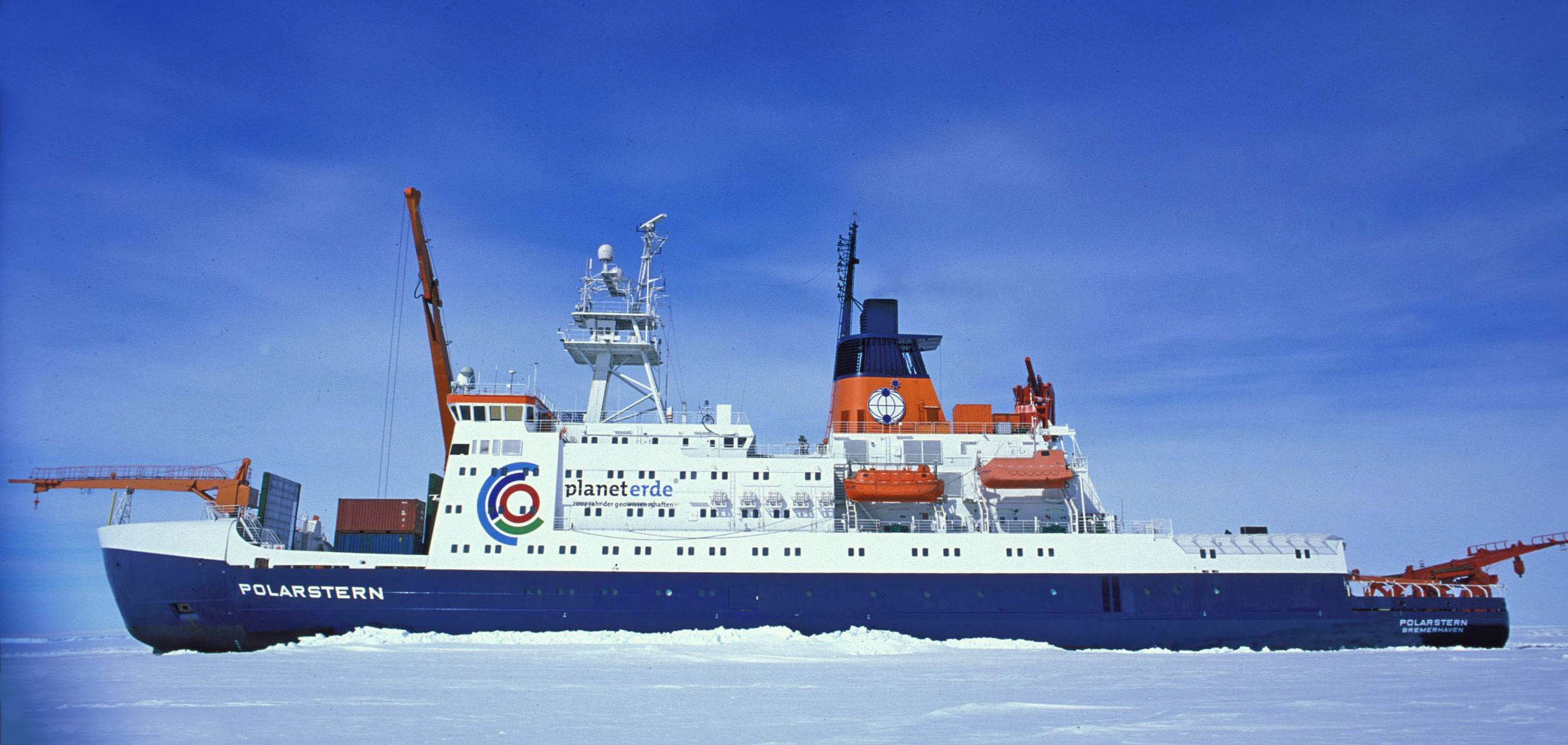
بولارشتيرن

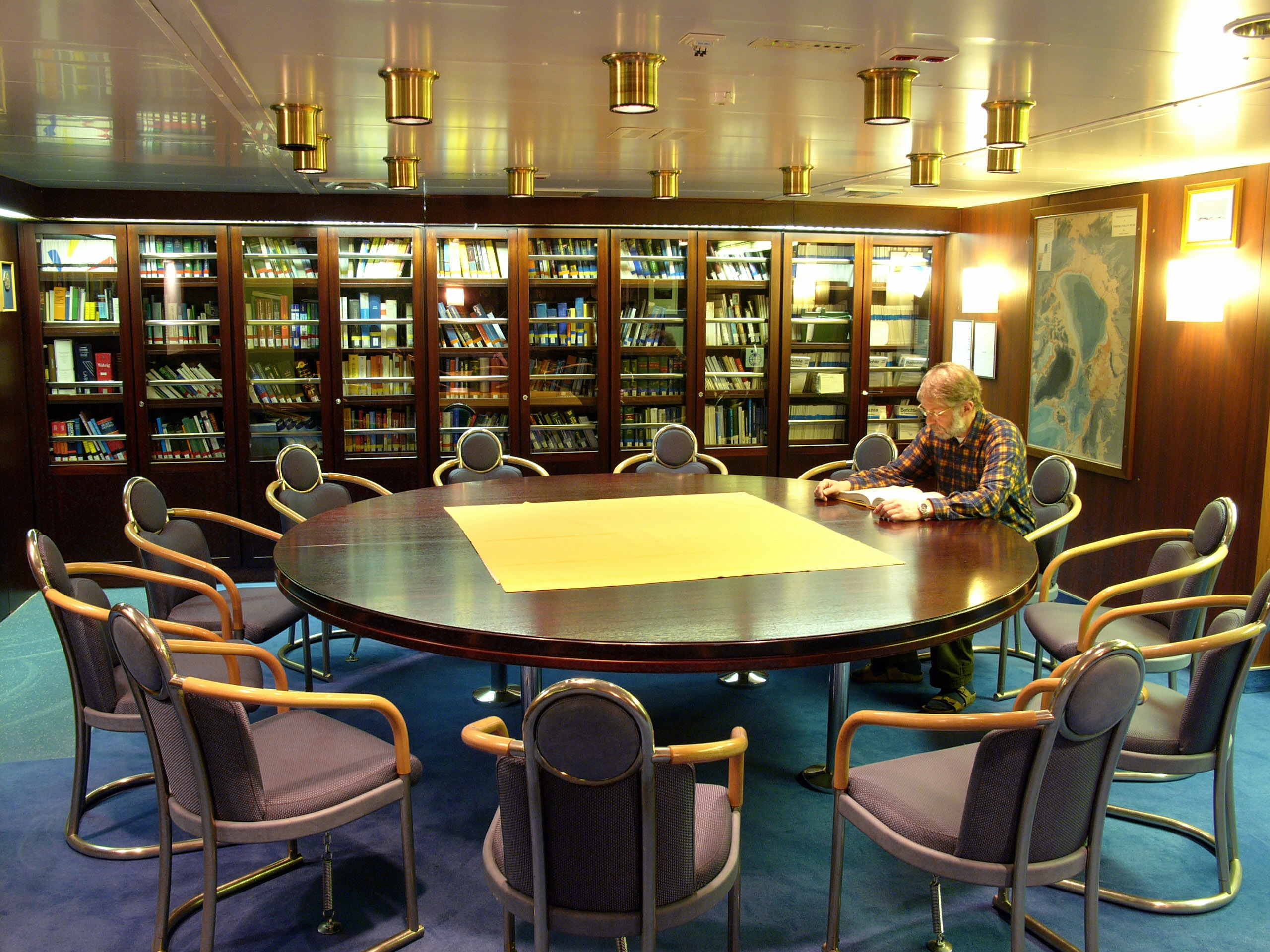
المكتبة والصالون الأزرق

## الاستعدادات العلمية

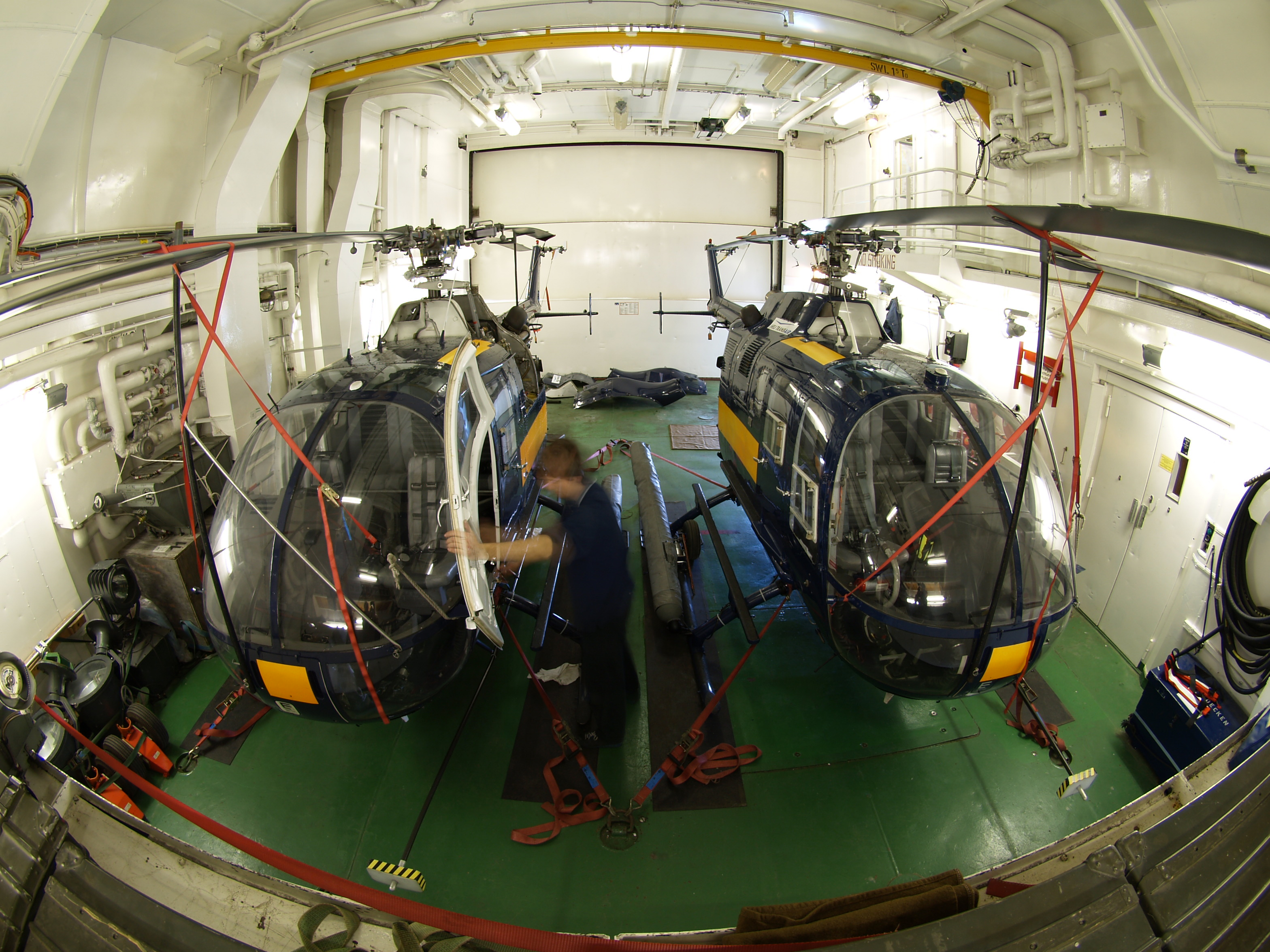
طائرتي هليوكوبتر على السفينة

تستطيع بولارشتير البقاء في البحار مدة 320 يوم في السنة وهي تذهب خلال الأشهر نوفمبر حتى مارس إلى القارة القطبية الجنوبية، وتقوم بعملها في القطب الشمالي خلال أشهر الصيف.
يعمل على متنها فيق من المتخصصين في الجيولوجيا والأرصاد الجوية وعلم الحيوان والفيزياء الجيولوجية وعلم الجليد، علوم البحار والكيمياء، وتوجد لهم المعامل للقيام بأبحاثهم العلمية، في مواقع البحث نفسها.
بالاستعانة بحبل من الفولاذ يمكن استخراج عينات من قاع البحر من عمق 10.000 متر تحت سطح البحر. وبواسطة أجهزة مكملة ثقيلة يمكن أخذ عينات من الطبقات الرسوبية في قيعان البحر بعمق نحو 150 متر، يقوم الجهاز بخرمها بخرّامات اسطوانية. كما يمنكن إسقاط أجهزة علمية ثقيلة في البحر أو المحيط بمساعدة رافعة على السفينة حمولتها 15 طن أو انزال أجهزة على سطح الجليد. يبلغ طول ذراع الرافعة 24 متر ويمكن خفضه حتى سطح المياه. كما توجد
رافعة أخرى في مقدمة السفينة يمكنها رفع وتنزيل أحمال حتى 25 طن، وهذا يستخدم في نقل التموين.
وعن طريق برواز في شكل A على مؤخرة السفينة يمكن انزال شبكات أو أجهزة خلف السفينة وجرها في البحر.
بغرض أجراء دراسات وفحوص لعينات من حيوانات البحر، أنشئت علي بوبلارشتيرن أحواضا مائية وثلاثة غرف للتبريد، تعمل بدرجات حرارة بين 5 فوق الصفر المئوي و -32 تحت الصفر.
غرف العمل على سطح السفينة مدفأة بحيث يمكن للعاملين العمل بعيدين عن الثلج.
للاستطلاع فيوق الجليد تستخدم طائرتان محروحيتان من طراز Bölkow Bo 105
وقد خصصت لهما مساحة للإقلاع والهبوط على سطح السفينة وكذلك هانغار للتصيلح والصيانة. وتوجد غرف تخزين في بطن السفينة يمكن تخزين فيها الحاويات ومركبات الجليد، التي يمكن إنزالها على سطح الجليد بواسطة الرافعات.
كما تمتلك بولارشتير جهازا يعمل عن بعد، نوع «فيكتور 6000» وهو عبارة عن روبوت يعمل في أعماق المحيط وصنع في فرنسا. كما أن السفينة بولارشتيرن مزودة أيضا بمنزلقات تحت الماء وهي من عتاد البحث العلمي.

## اقرأ أيضا
- سفينة بحوث (زونه)
- منطقة تصدع كليبرتون
- كوتس لاند
- درنة بولارشتيرن
- درنة إكسبلورا